# Megaphysa herbiferalis
Megaphysa herbiferalis és una espècie d'arna descrita per Achille Guenée l'any 1854. La Megaphysa herbiferalis està inclosa en el gènere Megaphysa i la família dels cràmbids. No hi ha subespècies que figurin en el Catalogue of Life.